# Liste des maires de Saint-Maurice-de-Gourdans

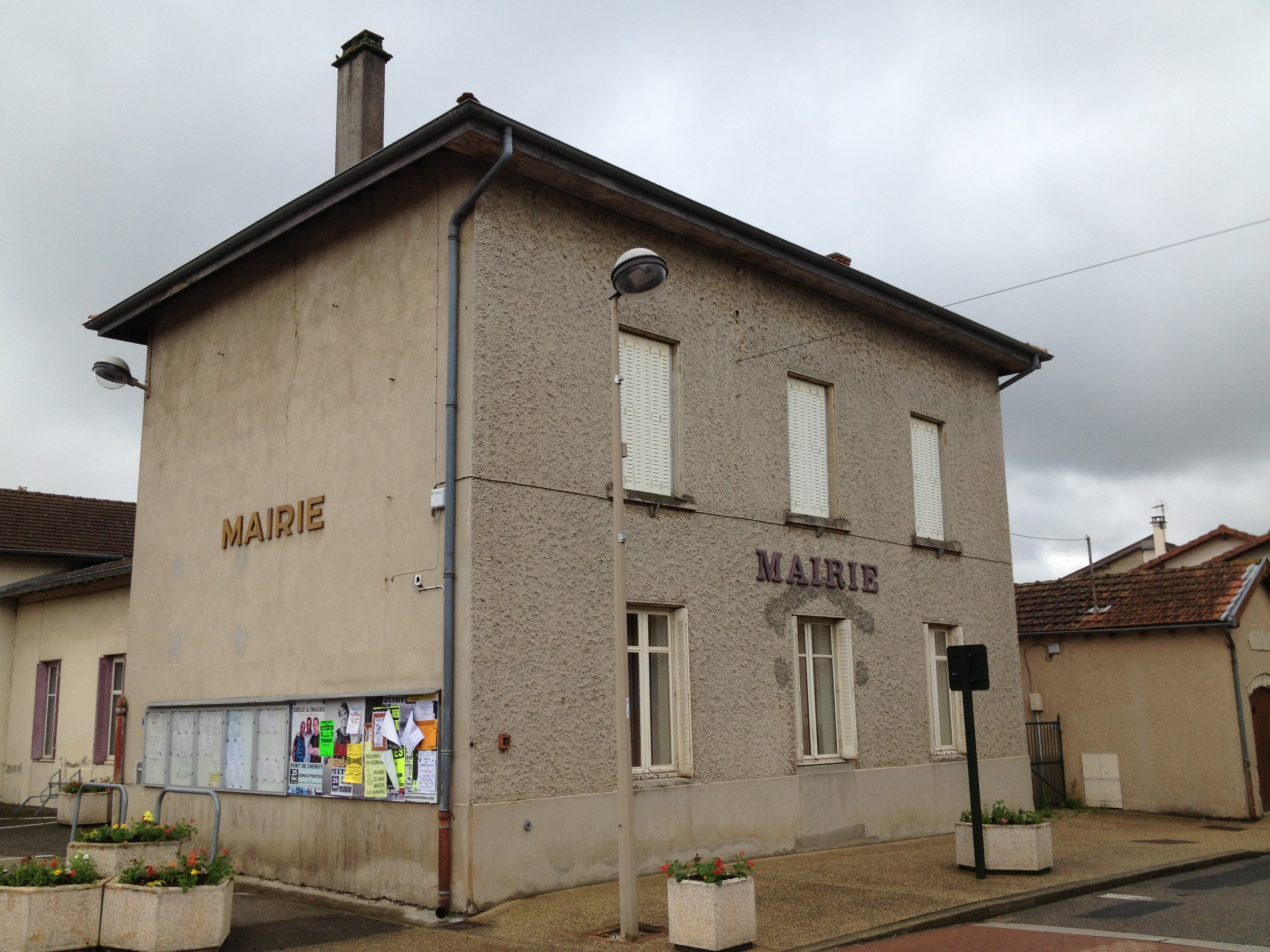
La mairie de Saint-Maurice-de-Gourdans en mai 2013.

La liste des maires de Saint-Maurice-de-Gourdans présente la liste des maires de la commune de Saint-Maurice-de-Gourdans, dans le département de l'Ain.

## Liste des maires successifs
| Période     | Période  | Identité                 | Étiquette | Qualité                                    |
| ----------- | -------- | ------------------------ | --------- | ------------------------------------------ |
| 1792        | 1795     | Pierre Thévenet          |           | Premier maire de Saint-Maurice-de-Gourdans |
| 1795        | 1798     | Claude Chanu             |           |                                            |
| 1798        | 1835     | François Plantier, cadet |           |                                            |
| 1835        | 1836     | Denis Bertholon          |           |                                            |
| 1836        | 1837     | Paul-Marc Réguillet      |           |                                            |
| 1837        | 1839     | Denis Bertholon          |           |                                            |
| 1839        | 1841     | Paul-Marc Réguillet      |           |                                            |
| 1841        | 1842     | Claude Plantier          |           |                                            |
| 1842        | 1848     | François Plantier        |           |                                            |
| 1848        | 1855     | François Gadel           |           |                                            |
| 1855        | 1865     | Marie François Plantier  |           |                                            |
| 1865        | 1868     | Claude Crost             |           |                                            |
| 1868        | 1888     | Sébastien Guiller        |           |                                            |
| 1888        | 1888     | Louis Thévenet           |           |                                            |
| 1888        | 1894     | Joseph Guiller           |           |                                            |
| 1894        | 1900     | Jean-Baptiste Michaille  |           |                                            |
| 1900        | 1902     | François Thévenet        |           |                                            |
| 1902        | 1919     | Claude Vially            |           |                                            |
| 1919        | 1924     | François Thévenet        |           |                                            |
| 1924        | 1925     | Georges Roussel          |           |                                            |
| 1925        | 1940     | Joanny Crost             |           |                                            |
| 1940        | 1945     | Jean-Baptiste Ville      |           |                                            |
| 9 mars 1945 | 1945     | Joanny Crost             |           |                                            |
| 1945        | 1953     | François Jomard          |           |                                            |
| 1953        | 1971     | Jean Duvillard           |           |                                            |
| 1971        | 1973     | Edmond Thiévon           |           |                                            |
| 1973        | 1983     | Jean-François Perrin     |           |                                            |
| 1983        | 2001     | Roger Devolfe            |           | Retraité                                   |
| mars 2001   | En cours | Fabrice Venet            | DVG       | Retraité                                   |

## Élections municipales

### Élections de 2008
|                                    |                          |                          |                |
|                                    |                          | Premier tour 9 mars 2008 |                |
|                                    |                          |                          |                |
|                                    |                          | Nombre                   | % des inscrits |
| Inscrits                           | Inscrits                 | 1 650                    | 100,00 %       |
| Abstentions                        | Abstentions              | 461                      | 27,94 %        |
| Votants                            | Votants                  | 1 189                    | 72,06 %        |
|                                    |                          |                          | % des votants  |
| Bulletins blancs et nuls           | Bulletins blancs et nuls | 37                       | 3,11 %         |
| Suffrages exprimés                 | Suffrages exprimés       | 1 152                    | 96,89 %        |
|                                    |                          |                          |                |
| Candidat                           |                          |                          |                |
|                                    |                          |                          |                |
|                                    | Jean-Michel Masson       | 864                      | 75,00 %        |
|                                    | Elizabeth Puype          | 861                      | 74,74 %        |
|                                    | Catherine Fayard         | 847                      | 73,52 %        |
|                                    | Georges Balufin          | 845                      | 73,35 %        |
|                                    | Yves Vençon              | 843                      | 73,18 %        |
|                                    | David Gaillard           | 841                      | 73,00 %        |
|                                    | Marie-Claude Regache     | 834                      | 72,40 %        |
|                                    | Jérôme Arrambourg        | 829                      | 71,96 %        |
|                                    | Maxime Deragne           | 829                      | 71,96 %        |
|                                    | Jean-Claude Rappy        | 828                      | 71,88 %        |
|                                    | Catherine Bataillard     | 826                      | 71,70 %        |
|                                    | Jean-Paul Salandre       | 825                      | 71,61 %        |
|                                    | Colette Guignet          | 823                      | 71,44 %        |
|                                    | Josefa Valero Llorca     | 814                      | 70,66 %        |
|                                    | Noël Joly                | 812                      | 70,49 %        |
|                                    | Fabrice Venet            | 811                      | 70,40 %        |
|                                    | Gilles Greco             | 801                      | 69,53 %        |
|                                    | Sylvain Grea             | 797                      | 69,18 %        |
|                                    | Joseph Jomard            | 769                      | 66,75 %        |
| Source : Saint-Maurice-de-Gourdans |                          |                          |                |

### Élections de 2014
En 2008, le maire Fabrice Venet avait été réélu pour un second mandat.
Après deux mandats à la tête de la commune, le maire sortant Fabrice Venet est candidat à sa réélection. Il présente une liste composée de 10 conseillers sortants.
Face à lui, Vanessa Ollier présente une liste sans conseillers municipaux sortants. 
Malgré une participation en légère baisse, la liste du maire sortant arrive assez nettement en tête et obtient la majorité au Conseil Municipal. 
|                          |                          |                          |              |              |         |        |  |  |  |
| Tête de liste            | Tête de liste            | Liste                    | Premier tour | Premier tour | Sièges  | Sièges |  |  |  |
| Tête de liste            | Tête de liste            | Liste                    | Voix         | %            | CM      | CC     |  |  |  |
|                          | Fabrice Venet            | DVG                      | 671          | 58,91        | 15 / 19 | 2 / 2  |  |  |  |
|                          | Vanessa Ollier           | DVD                      | 468          | 41,08        | 4 / 19  | 0 / 2  |  |  |  |
|                          |                          |                          |              |              |         |        |  |  |  |
| Votes valides            | Votes valides            | Votes valides            | 1 139        | 94,13        |         |        |  |  |  |
| Votes blancs et nuls     | Votes blancs et nuls     | Votes blancs et nuls     | 71           | 5,87         |         |        |  |  |  |
| Total                    | Total                    | Total                    | 1 210        | 100          | 19      | 2      |  |  |  |
| Abstention               | Abstention               | Abstention               | 641          | 34,63        |         |        |  |  |  |
| Inscrits / participation | Inscrits / participation | Inscrits / participation | 1 851        | 65,37        |         |        |  |  |  |

### Élections de 2020
En 2014, le maire Fabrice Venet avait été réélu pour un troisième mandat avec 58,91% au premier tour.
Lors du Conseil Municipal du 28 mars 2019, le maire annonce qu’il ne briguera pas de quatrième mandat auprès des électeurs de sa commune. Son adjoint Yves Vençon se déclare candidat à sa succession.
En janvier 2020, le maire revient finalement sur sa décision et présente sa propre liste, sur laquelle figure notamment sa rivale de 2014, Vanessa Ollier. Yves Vençon refuse cependant de retirer sa liste et reste candidat.
Enfin, Samuèle Salmon, conseillère municipale de la ville de Meyzieu, annonce fin janvier sa candidature. 3 listes sont donc candidates à l’élection, une première depuis 2001.
La campagne se déroule dans un climat tendu, particulièrement entre le maire sortant et son adjoint. La fin de campagne est perturbée par la pandémie de COVID-19, la réunion publique du maire sortant prévue le 13 mars étant annulée pour des raisons sanitaires.
Comme dans tout le pays, la participation est en forte baisse pour le premier tour du fait notamment de la pandémie de COVID-19. Les trois listes parviennent à se qualifier pour le second tour et le maire sortant est mis en ballotage. Le second tour étant reporté, le maire continue de gérer les affaires courantes.
Quelques jours après le premier tour, les trois têtes de listes affirment maintenir leurs candidatures et ne pas trouver d’accord de fusion. Yves Vençon appelle toutefois Samuèle Salmon à retirer sa liste pour faire barrage au maire sortant.
| Tête de liste            | Tête de liste            | Liste                    | Premier tour | Premier tour | Second tour | Second tour | Sièges | Sièges |
| Tête de liste            | Tête de liste            | Liste                    | Voix         | %            | Voix        | %           | CM     | CC     |
| ------------------------ | ------------------------ | ------------------------ | ------------ | ------------ | ----------- | ----------- | ------ | ------ |
|                          | Fabrice Venet            | SE                       | 496          | 46,96        |             |             |        |        |
|                          | Yves Vençon              | SE                       | 417          | 38,49        |             |             |        |        |
|                          | Samuèle Salmon           | SE                       | 143          | 13,54        |             |             |        |        |
| Votes valides            | Votes valides            | Votes valides            | 1 056        | 98,14        |             |             |        |        |
| Votes blancs             | Votes blancs             | Votes blancs             | 10           | 0,93         |             |             |        |        |
| Votes nuls               | Votes nuls               | Votes nuls               | 10           | 0,93         |             |             |        |        |
| Total                    | Total                    | Total                    | 1 076        | 100          |             | 100         | 23     | 3      |
| Abstention               | Abstention               | Abstention               | 1 038        | 49,10        |             |             |        |        |
| Inscrits / participation | Inscrits / participation | Inscrits / participation | 2 114        | 50,90        | 2 114       |             |        |        |

## Pour approfondir